# Tigaza
Tigaza est un village situé dans le département de Lom-et-Djérem dans la région de l'Est du Cameroun. Il se trouve plus précisément dans l'arrondissement de Bertoua Ier et dans le quartier de Bertoua Ville.

## Population
En 2005, le village de Tigaza comptait 9 130 habitants dont 4 756 hommes et 4 374 femmes.